# Солдат, Игорь Владимирович
И́горь Влади́мирович Солда́т (укр. Ігор Володимирович Солдат; род. 10 марта 1991, Киев) — украинский футболист, защитник.

## Игровая карьера
Занимался футболом в нескольких киевских футбольных академиях («Отрадный», «ДЮСШ-15», «КСДЮШОР»), по завершении которых в 2011 году подписал контракт с алчевской «Сталью». Дебютным матчем в составе команды стала игра против белоцерковского «Арсенала», где он вышел на замену. В сезоне 2012/13 сыграл 27 матчей чемпионата, помог команде завоевать серебряные награды Первой лиги. «Сталь» получила право на повышение в классе, однако отказалась от участия в Премьер-лиге. В сезоне 2013/14 вместе с командой выиграл бронзовые медали Первой лиги, отметившись голами в ворота донецкого «Олимпика» и ФК «Сумы».
В 2014 году подписал контракт с донецким «Металлургом». Осенью 2014 года перешёл в состав «Горняка» из города Кривой Рог. По итогам первого полугодия сезона 2015/16 сайтом SportArena.com включён в символическую сборную Первой лиги на позиции левого защитника. 23 июня 2016 года получил статус свободного агента из-за снятия команды с турнира. В начале июля 2016 года стал игроком черниговской «Десны», с которой в сезоне 2016/17 выиграл серебряные медали Первой лиги. Летом 2017 года стал игроком клуба «Ингулец» (Петрово), в котором провел два следующих сезона.
В 2019 году перешел в ровенский «Верес», с которым получил право выступать в Первой лиге в сезоне 2020/2021, а впоследствии и в рамках Премьер-лиги — выиграв золотые награды Первой лиги. В июле 2022 года подписал годовой контракт с перволиговым «ЛНЗ» из Черкасс — вместе с командой завоевал бронзовые награды и право выступления в УПЛ, а по итогам сезона сайтом SportArena.com включён в символическую сборную Первой лиги на позиции правого защитника. Первую половину сезона 2023/24 провел в составе премьер-лигового клуба «Минай», а в январе 2024 года подписал контракт с перволиговым футбольным клубом «Буковина». По завершении 2024/25 сезона покинул команду, всего за полтора сезона в составе черновицкого клуба Солдат сыграл в 23-х матчах во всех турнирах.

## Достижения
«Сталь» Алчевск
- Серебряный призёр Первой лиги Украины: 2012/13
- Бронзовый призёр Первой лиги Украины: 2013/14

«Десна»
- Серебряный призёр Первой лиги Украины: 2016/17

«Ингулец»
- Финалист Кубка Украины: 2018/19

«Верес»
- Победитель Первой лиги Украины: 2020/21
- Бронзовый призёр Второй лиги Украины: 2019/20

«ЛНЗ»
- Бронзовый призёр Первой лиги Украины: 2022/23

## Статистика
| Соревнования                 | Матчи | Количество забитых мячей |
| ---------------------------- | ----- | ------------------------ |
| Премьер-лига Украины         | 31    | 2                        |
| УПЛ (плей-офф)               | 2     | 0                        |
| Кубок Украины                | 21    | 1                        |
| Первая лига Украины          | 223   | 7                        |
| Первая лига (плей-офф)       | 2     | 0                        |
| Вторая лига Украины          | 19    | 2                        |
| Молодёжный чемпионат Украины | 2     | 0                        |
| Всего за карьеру             | 300   | 12                       |